# Кішкенеталдикудук
Кішкенеталдикуду́к (каз. Кішкенеталдықұдық) — село у складі Казталовського району Західноказахстанської області Казахстану. Входить до складу Акпатерський сільського округу.
У радянські часи село називалось Малий Талдикудук.
Населення — 52 особи (2021; 117 у 2009, 237 у 1999, 337 у 1989).